# خوان سباستین سفورزا
خوان سباستین سفورزا (انگلیسی: Juan Sebastián Sforza؛ زادهٔ ۱۴ فوریهٔ ۲۰۰۲) بازیکن فوتبال اهل آرژانتین است.
وی همچنین در تیم‌های ملی فوتبال تیم ملی فوتبال زیر 17 سال آرژانتین بازی کرده‌است.